# Tomasz Pieńko
Tomasz Pieńko (Wrocław, 2004. január 5. –) lengyel korosztályos válogatott labdarúgó, a Zagłębie Lubin középpályása.

## Pályafutása

### Klubcsapatokban
Pieńko a lengyelországi Wrocław városában született. Az ifjúsági pályafutását a helyi Amico Lubin csapatában kezdte, majd a Zagłębie Lubin akadémiájánál folytatta.
2021-ben mutatkozott be a Zagłębie Lubin első osztályban szereplő felnőtt keretében. Először a 2021. augusztus 20-ai, Wisła Płock ellen 4–0-ra elvesztett mérkőzés 80. percében, Erik Daniel cseréjeként lépett pályára. Első gólját 2022. május 6-án, a Radomiak ellen idegenben 6–1-es győzelemmel zárult találkozón szerezte meg.

### A válogatottban
Pieńko az U15-östől az U21-esig több korosztályos válogatottban is képviselte Lengyelországot.
2022-ben debütált az U21-es válogatottban. Először a 2022. június 7-ei, Németország ellen 2–1-re elvesztett mérkőzés 86. percében, Michal Karbownikot váltva lépett pályára.

## Statisztikák
2023. február 19. szerint
| Klub           | Szezon   | Osztály     | Bajnokság | Bajnokság | Kupa és Ligakupa | Kupa és Ligakupa | Nemzetközi | Nemzetközi | Összesen | Összesen |
| Klub           | Szezon   | Osztály     | Meccs     | Gól       | Meccs            | Gól              | Meccs      | Gól        | Meccs    | Gól      |
| -------------- | -------- | ----------- | --------- | --------- | ---------------- | ---------------- | ---------- | ---------- | -------- | -------- |
| Zagłębie Lubin | 2021–22  | Ekstraklasa | 13        | 1         | 1                | 0                | —          | —          | 14       | 1        |
| Zagłębie Lubin | 2022–23  | Ekstraklasa | 18        | 1         | 1                | 0                | —          | —          | 19       | 1        |
| Összesen       | Összesen | Összesen    | 31        | 2         | 2                | 0                | 0          | 0          | 33       | 2        |